# Montville (Connecticut)
Montville és una població dels Estats Units a l'estat de Connecticut. Segons el cens del 2005 tenia 19.612 habitants.

## Demografia
Segons el cens del 2000, Montville tenia 18.546 habitants, 6.426 habitatges, i 4.678 famílies. La densitat de població era de 170,4 habitants/km².
Dels 6.426 habitatges en un 34,7% hi vivien nens de menys de 18 anys, en un 58,6% hi vivien parelles casades, en un 9,9% dones solteres, i en un 27,2% no eren unitats familiars. En el 21,3% dels habitatges hi vivien persones soles el 7,4% de les quals corresponia a persones de 65 anys o més que vivien soles. El nombre mitjà de persones vivint en cada habitatge era de 2,63 i el nombre mitjà de persones que vivien en cada família era de 3,05.
Per edats la població es repartia de la següent manera: un 23,6% tenia menys de 18 anys, un 8,5% entre 18 i 24, un 34,2% entre 25 i 44, un 22,8% de 45 a 60 i un 10,8% 65 anys o més.
L'edat mediana era de 36 anys. Per cada 100 dones de 18 o més anys hi havia 119,7 homes.
La renda mediana per habitatge era de 55.086 $ i la renda mediana per família de 61.643 $. Els homes tenien una renda mediana de 40.922 $ mentre que les dones 30.206 $. La renda per capita de la població era de 22.357 $. Aproximadament el 3,1% de les famílies i el 4,1% de la població estaven per davall del llindar de pobresa.